# Анхела Понсе
Анхела Понсе (ісп. Ángela Ponce; нар. 18 січня 1991) — іспанська модель, переможниця конкурсу міс Всесвіт Іспанія 2018, перша в історії жінка-трансгендер, що перемогла на національному конкурсі краси.

## Історія
Анхела Понсе народилася 18 січня 1991 року в Севільї в звичайній родині. При народженні її стать був визначена як чоловіча і перші роки її виховували як хлопчика. Але вже в дитинстві вона була не такою як усі. Остаточно стало зрозуміло, що Анхела не може бути хлопчиком, у віці 11 років. Саме тоді вона усвідомила себе дівчинкою.
У 2014 році Анхела Понсе зробила останню операцію зі зміни статі, а вже в 2015 році вперше взяла участь у конкурсі краси «Міс Іспанія» під егідою «Міс Всесвіт» від міста Кадіс в Андалузії. Тоді вона зуміла пробитися до фіналу, але перемогти не змогла. Після цього благодійна організація Fundación Daniela, яка займається поширенням інформації про трансгендерів та інші особливості, пов'язаних зі статтю, запропонувала Анхелі стати її послом.
У 2018 році Понсе перемогла на національному конкурсу і буде представляти Іспанію на міжнародному конкурсі краси «Міс Всесвіт 2018», що пройде на Філіппінах у грудні 2018 року.
Анхела періодично працює моделлю, але, в основному, допомагає батькам у сімейному магазині.